# Théodore-Agrippa d’Aubigné
Théodore-Agrippa d’Aubigné (n. 8 februarie 1552, Pons, Poitou-Charentes, Franța – d. 9 mai 1630, Jussy⁠(d), Geneva, Elveția) a fost poet și cronicar francez calvinist, a cărui creație a constituit în primul rând o satiră la adresa absolutismului monarhic și a intoleranței religioase.

## Opera
- 1616 - 1620: Istoria universală de la 1550 până la 1601 ("L'histoire universelle depuis 1550 jusqu'en 1601");
- 1616: Tragicele, ("Les Tragiques"), poem epic, capodopera sa;
- 1618: Aventurile baronului de Faeneste ("Aventures du Baron de Faeneste");
- 1693: "Confession catholique du sieur de Sancy"
- "Sa vie à ses enfants"